# El Far d’Empordà

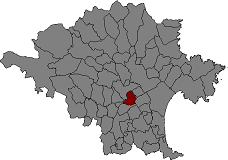
Położenie gminy na mapie comarki Alt Empordà.

El Far d’Empordà – gmina w Hiszpanii,  w Katalonii, w prowincji Girona, w comarce Alt Empordà.
Powierzchnia gminy wynosi 8,98 km². Zgodnie z danymi INE, w 2005 roku liczba ludności wynosiła 448, a gęstość zaludnienia 49,89 osoby/km². Wysokość bezwzględna gminy równa jest 44 metry. Współrzędne geograficzne gminy to 42°15'13"N, 2°59'47"E.

## Miejscowości
W skład gminy Castelló d’Empúries wchodzą dwie miejscowości, w tym miejscowość gminna o tej samej nazwie:
- El Far d’Empordà – liczba ludności: 396
- L’Oliva – 52

## Demografia
| 1991 | 1996 | 2001 | 2004 | 2005 |
| ---- | ---- | ---- | ---- | ---- |
| 396  | 402  | 387  | 440  | 448  |